# شیلا اکولز
شیلا اکولز (انگلیسی: Sheila Echols؛ زادهٔ ۲ اکتبر ۱۹۶۴) دونده اهل ایالات متحده آمریکا است.
وی در مسابقات کشوری و بین‌المللی در مجموع برندهٔ ۲ مدال طلا، ۱ مدال نقره، ۱ مدال برنز شده‌است.